# 7536 Fahrenheit
7536 Fahrenheit è un asteroide della fascia principale. Scoperto nel 1995, presenta un'orbita caratterizzata da un semiasse maggiore pari a 2,8509771 UA e da un'eccentricità di 0,1517423, inclinata di 12,59716° rispetto all'eclittica.
Dal 22 aprile al 20 giugno 1997, quando 7583 Rosegger ricevette la denominazione ufficiale, è stato l'asteroide denominato con il più alto numero ordinale. Prima della sua denominazione, il primato era di 7280 Bergengruen.
L'asteroide è dedicato al fisico tedesco Daniel Gabriel Fahrenheit.